# 우스만 (러시아)

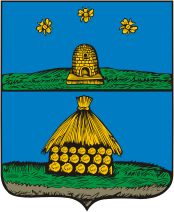
시 문장

우스만(러시아어: Усмань)은 러시아 리페츠크주 남부에 위치한 도시로, 인구는 63,729명(2002년 기준)이다. 리페츠크(리페츠크 주의 주도)에서 남쪽으로 75km 정도 떨어진 곳에 위치한다.